# Bjarne Stroustrup
Bjarne Stroustrup (født 30. december 1950 i Aarhus) er en dansk datalog og opfinder af programmeringssproget C++.
Bjarne Stroustrup er cand.scient. i matematik og datalogi (1975) fra Aarhus Universitet og ph.d. i datalogi (1979) fra Cambridge Universitet, England. I 1979 blev Stroustrup ansat i Bell Labs' udviklingsafdeling i New Jersey, hvor han opfandt C++. 2002-2014 var han professor ved Texas A&M University.
Pr.  2017 er Stroustrup ansat som leder af investeringsbanken Morgan Stanleys teknologiafdeling og gæsteprofessor på Columbia University.
Bjarne Stroustrup blev i 2018 udnævnt til modtager af den såkaldte Charles Stark Draper Price for Engineering.
Prisen uddeles hvert år af organisationen National Academy of Engineering til en ingeniør, hvis bedrifter har haft signifikant indflydelse på samfundet.
Med prisen, der officielt uddeles i februar, kommer Stroustrup i fint selskab. På listen over tidligere modtagere finder man blandt andre John Backus for udvikling af computersproget FORTRAN, Tim Berners-Lee for udvikling af World Wide Web samt Ivan A. Getting og Bradford W. Parkinson for deres bidrag til udvikling af GPS.
Foruden en medalje følger med prisen en pengesum på 500.000 dollars - eller omkring tre millioner kroner.